# 長征 (ロケット)

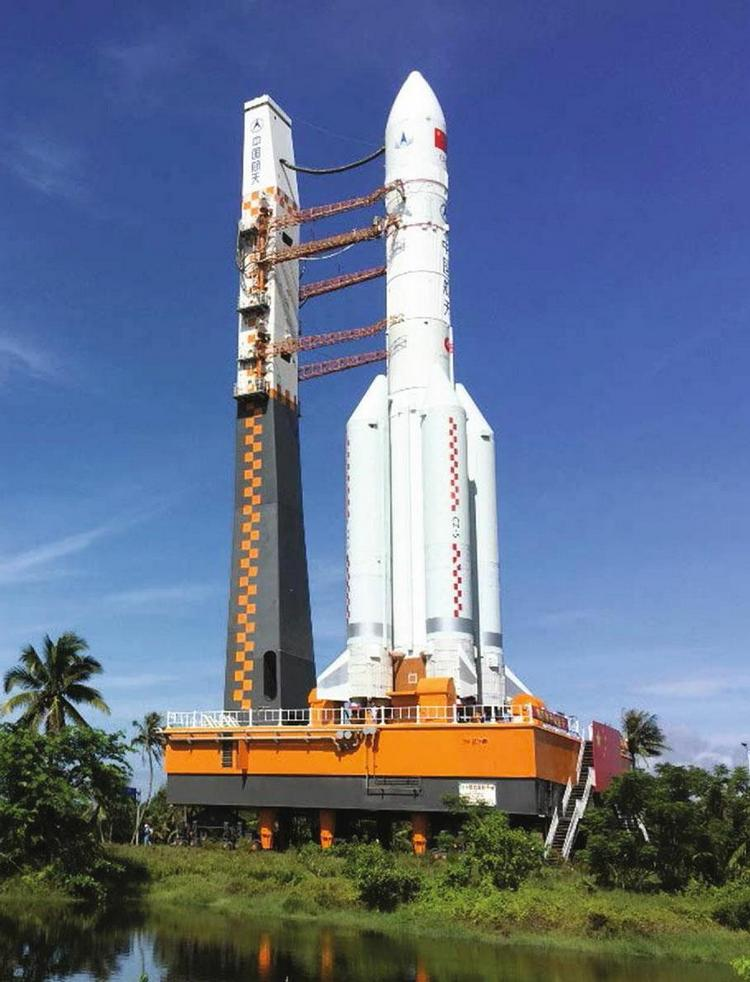
長征5号

長征（ちょうせい、Chang Zheng）ロケットは、中国の人工衛星打上げロケットである。名称は中国共産党の長征の故事にちなんだもの。中国語名称の頭文字を取ってCZ-xxと表記する他、英語名称のLong MarchからLM-xxとも表記することがある。

## 概要
長征1号は単段式の東風3号 (DF-3) 型IRBMに第2段を付加し射程を伸ばした東風4号 (DF-4) 型IRBMをベースとして第3段に固体燃料モータを搭載し人工衛星打ち上げ用に開発された。長征2号は東風5号 (DF-5) 型ICBMをベースに人工衛星打ち上げ用に改修を行ったものであるとされるが、DF-5の開発遅延や中国初の有人ロケットとして設計された風暴1号の先行もあり、これら3機種は並行開発されたと見るのが適切である。これ以降長征4号系列までの長征ロケットは全て長征2号Aからの改良型であるが、長征5号は長征4号までとは大きく異なり、液体水素と液体酸素を推進剤として使用するメインエンジンを採用、離昇推力を稼ぐためケロシンと液体酸素を推進剤として用いる新開発の液体ロケットブースタを併用している。
2010年代には新世代のロケットが相次ぎ登場しており、ベースとなる大型ロケット長征5号を始め、小型の長征6号と中型の長征7号、さらには中国初となる固体ロケットの長征11号がいずれも2015年-2016年にかけて初打ち上げを果たしている。
さらにはサターンVロケットを越える130トンもの打ち上げ能力を持つ超大型の長征9号ロケットの開発も進められている。

## 歴史
ソ連から中国への技術導入はヤンゲリ設計局 (OKB-586) の技術陣によって1957年12月24日から行われ、中ソ対立の進行によってソ連共産党指導部による技術陣の引き上げが完了する1960年6月まで2年半続いた。この期間はR-1やR-2、R-5といったV2ロケット系統のIRBMの技術移転が行われ、これらを国産化した東風1号 (DF-1) 型MRBMと東風2号 (DF-2) 型MRBMの開発が行われたのみであった。中国は技術陣引き上げ後にヤンゲリ設計局が開発したR-12型IRBMの技術移転を求めたものの要求は拒否されている。
このような背景から長征1号ロケットのベースとなったDF-3の計画は1964年から独自開発という形で開始されることとなった。DF-3で使用されたYF-1エンジンの燃料供給系はV2ロケット直系の構造であり、R-12のRD-214エンジンにおけるヴァレンティン・グルシュコの手によるこの時期のソ連製エンジン特有の構造とは全く異なる構造である。
風暴1号、長征2号、DF-5はDF-3やDF-4と同様1964年から開発が開始された。独自開発したそれまでの2倍強の推力をもつエンジンを搭載し、構造材へアルミニウム合金を採用、デジタル式の姿勢・誘導制御装置の搭載、推進剤タンクの自己加圧など新規技術が多数導入されており、それまでの長征1号とは一線を画したものとなった。
これらのロケットの開発においては1935年に渡米し、1955年に米中政府の交渉で帰国した銭学森が中心的な役割を果たした。銭学森はアメリカにおける初期の弾道ミサイル開発の第一人者であり、ジェット推進研究所 (JPL) の共同設立者の一人でもある。

## ペイロード
長征1号の初飛行は1970年で、同国初の人工衛星「東方紅1号」を軌道に乗せ、世界で5番目の衛星打上国となった。
2003年10月15日に、有人宇宙船「神舟5号」の打上げに用いられた長征2号F型は、低軌道人工衛星打上げに用いられる長征2号E型の信頼性を向上させ、非常脱出装置などの有人支援機能を追加したものである。
LEOへの最大搭載能力は25,000キログラム（長征5号B）、GTOへの最大搭載能力は14,000キログラム（長征5号）である。

## 推進剤
長征1号系列の第1段では赤煙硝酸とUDMHの組み合わせを使用し、最上段に固体燃料ロケットを使用しているが、その他の長征ロケットのメインステージ及びブースタでは常温で保存可能なN2O4とUDMHを推進剤として使用している。例外として長征3号シリーズの上段（第3段）は、液体水素と液体酸素 (LH2/LOX) を燃料とするYF-73/YF-75エンジンを使用している。長征5号はそれまでのロケットとは全く異なるものとなっており、液体酸素を酸化剤とし、ケロシンや液体水素を燃料として用いる。

## 主要諸元一覧
| 型式 （下線は現役機） | 段数                   | 全長                    | 全径   | 全備質量 | 離昇推力 | 低軌道 (LEO) | 静止トランスファ軌道 (GTO) |
| --------------------- | ---------------------- | ----------------------- | ------ | -------- | -------- | ------------ | -------------------------- |
| 長征1号               | 3                      | 29.86 m                 | 2.25 m | 81.6 t   | 1,020 kN | 300 kg       | N/A                        |
| 長征1号D              | 3                      | 28.22 m                 | 2.25 m | 81.1 t   | 1,101 kN | 930 kg       | N/A                        |
| 長征2号A              | 2                      | 31.17 m                 | 3.35 m | 190 t    | 2,786 kN | 1,800 kg     | N/A                        |
| 長征2号C              | 2                      | 35.15 m                 | 3.35 m | 192 t    | 2,786 kN | 2,400 kg     | N/A                        |
| 長征2号D              | 2                      | 33.667 m (シールドなし) | 3.35 m | 232 t    | 2,962 kN | 3,100 kg     | N/A                        |
| 長征2号E              | 2 （追加ブースター×4） | 49.686 m                | 7.85 m | 462 t    | 5,923 kN | 9,500 kg     | 3,500 kg                   |
| 長征2号F              | 2 （追加ブースター×4） | 58.34 m                 | 7.85 m | 480 t    | 5,923 kN | 8,400 kg     | 3,370 kg                   |
| 長征3号               | 3                      | 43.8 m                  | 3.35 m | 202 t    | 2,962 kN | 5,000 kg     | 1,500 kg                   |
| 長征3号A              | 3                      | 52.3 m                  | 3.35 m | 241 t    | 2,962 kN | 8,500 kg     | 2,600 kg                   |
| 長征3号B              | 3 （追加ブースター×4） | 54.84 m                 | 7.85 m | 425.5 t  | 5,924 kN | 12,000 kg    | 5,200 kg                   |
| 長征3号C              | 3 （追加ブースター×2） | 54.84 m                 | 7.85 m | 345 t    | 4,443 kN |              | 3,800 kg                   |
| 長征4号A              | 3                      | 41.9 m                  | 3.35 m | 249 t    | 2,962 kN | 4,000 kg     | (SSO) 1,500 kg             |
| 長征4号B              | 3                      | 44.1 m                  | 3.35 m | 254 t    | 2,971 kN | 4,200 kg     | (SSO) 2,200 kg             |
| 長征4号C              | 3                      | 45.8 m                  | 3.35 m | 254 t    | 2,971 kN | 4,200 kg     | (SSO) 2,800 kg             |
| 長征5号               | 2（追加ブースター×4）  | 56.97 m                 | 5 m    | 869 t    | 10565 kN |              | 14,000 kg                  |
| 長征5号B              | 1（追加ブースター×4）  | 53.66 m                 | 5 m    | 837 t    | 10565 kN | 25,000 kg    |                            |
| 長征6号               | 3                      | 29.2 m                  | 2.25 m | 103.2 t  |          | 1,000 kg     | (SSO) 500 kg               |
| 長征7号               | 2（追加ブースター×4）  | 53.075 m                | 3.35 m | 597 t    | 7300 kN  | 13,500 kg    | (SSO) 5,500 kg             |
| 長征7号A              | 3（追加ブースター×4）  | 60.13 m                 | 3.35 m | 573 t    |          |              | 7,800 kg                   |
| 長征8号               | 2（追加ブースター×2）  | 50.34 m                 | 3.35 m | 356.6 t  | 4800 kN  | 8,400 kg     | (SSO) 5,000 kg             |
| 長征11号              | 4                      | 20.8 m                  | 2.0 m  |          |          | 700 kg       | (SSO) 350 kg               |

## 射場
中国国内に存在する下記4つの発射場を利用する。
- 酒泉衛星発射センター
- 西昌衛星発射センター
- 太原衛星発射センター
- 文昌衛星発射センター

長征ロケットを用いた商業打ち上げの大半は、四川省西昌市にある西昌衛星発射センターから打ち上げられている。海南島の海南衛星発射センターは拡張中であり、将来的には主要な商業打ち上げ用の射場になると考えられる。
軍事目的の打ち上げは、甘粛省・内モンゴル自治区の境の酒泉衛星発射センターからも行われ、有人宇宙船神舟の打ち上げもこの射場から行われた。太原衛星発射センターは山西省にあり、太陽同期軌道への衛星打ち上げに集中して利用されている。

## 商業打ち上げ
中国の商業打ち上げサービスは中国長城工業公司が管理している。
1988年にチャレンジャー号爆発事故の影響でアメリカ合衆国大統領のロナルド・レーガンは中国製ロケットによる米国企業の衛星打ち上げを許可したが、六四天安門事件後にアメリカはこれを禁止したため、中国の通信衛星打ち上げサービスは大打撃を受けた。この問題に直面した欧州のタレス・アレニア・スペース社は、Chinasat-6B衛星の製造にあたってアメリカ製部品をまったく使わずにすませた。そのためこの衛星は、アメリカの武器輸出規制に抵触することなく中国製ロケットで打ち上げることができるようになった。この打ち上げは2007年7月5日、長征3Bロケットで行われ、成功した。

## 打ち上げ事故

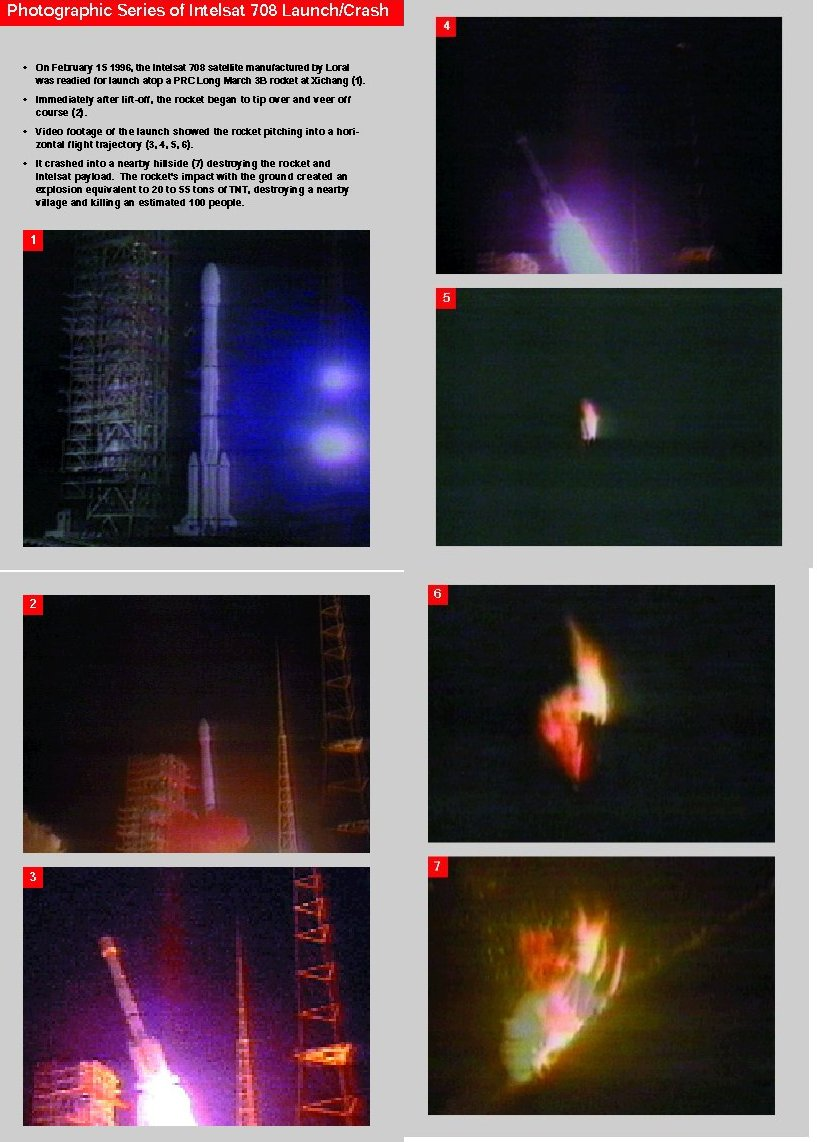
インテルサット708の墜落事故

1995年1月26日、西昌衛星発射センターより打ち上げられた長征2E型が打ち上げ直後に爆発し、20人以上の死者を出す事故が発生した。
1996年2月14日、インテルサット708を搭載し西昌衛星発射センターより打ち上げられた長征3B型1号機が打ち上げ直後にコントロールを失い、近くの村に落下する事故が発生した。死亡者は60名、負傷者は157名。
2009年8月31日18時28分、四川省の西昌衛星発射センターからインドネシアの通信会社インドサット社の通信衛星パラパDを載せた長征3号Bロケットを打ち上げた際、第3段の再着火時のトラブルにより所定の軌道への投入に失敗した。だが、衛星側のエンジンを使うことでパラパDは3日後には自力で予定の静止トランスファ軌道（GTO）高度に到達し、10日後には予定された静止軌道にあることが発表された。ただし、軌道投入のために燃料を予定より消費したことで静止衛星としての寿命が短くなったと見込まれる。